# BW Tatiana
BW Tatiana – плавуча установка з регазифікації та зберігання (Floating storage and regasification unit, FSRU) зрідженого природного газу (ЗПГ), створена для сінгапурської (із додатковим офісом у Норвегії) компанії BW Group.
Судно спорудили як ЗПГ-танкер у 2002 році на верфі компанії Mitsubishi Heavy Industries у Нагасакі. Первісно воно носило назву Gallina та використовувалось підрозділом компанії Shell.
Не пізніше 2021 року судно було придбане сінгапурською компанією BW Group, яка узялась за створення флоту плавучих установок зі зберігання та регазифікації зрідженого газу. Його перейменували на BW Tatiana та провели необхідне переобладнання на сінгапурській верфі Keppel Tuas. Розміщена на борту судна регазифікаційна установка здатна видавати 7,9 млн м3 на добу, що відповідає 2,9 млрд м3 на рік. Зберігання ЗПГ відбувається у резервуарах загальним об’ємом 137000 м3. 
У серпні 2021-го BW Tatiana полишило Сінгапур і в листопаді того ж року прибуло на сальвадорський термінал для імпорту ЗПГ Акахутла. Тут його поставили на спеціально облаштований швартовий вузол, а у квітні 2022-го судно прийняло перший вантаж ЗПГ.